# كأس كولومبيا 2009
كأس كولومبيا 2009 (بالإسبانية: Copa Colombia 2009)‏ هو موسم من كأس كولومبيا. كان عدد الأندية المشاركة فيه 36، وفاز فيه إنديبنديينتي سانتا في.